# Koepoort (Hoorn)
De Koepoort, ook bekend als de Gouw(er)poort was een stadspoort in de Nederlandse stad Hoorn. Van de poort zijn nog een aantal beeldhouwwerken bewaard gebleven. De hedendaagse Koepoortsbrug is in het jaar van de sloop van de toren gebouwd, ter vervanging van de gesloopte houten voorganger.

## Geschiedenis
Bij de bouw van de toren leek deze meer op de Maria- of Kruittoren, de verschillende torens en poorten waren met elkaar verbonden via muren. Bij de Mariatoren zijn de tekenen hiervan nog te zien. Volgens Velius zou in 1598 een stenen boogbrug bij de Koepoort gebouwd zijn. In 1605 werd de poort verbouwd omdat de toegang te smal zou zijn voor het verkeer. Bij de verbreding van de doorgang is ook een omlijsting aan de veldzijde van de poort aangebracht, deze was gemaakt van zandsteen. Van de omlijsting en de beelden op de stadsgevel bevinden zich onderdelen in de tuin van het Westfries Museum, bij het schoonmaken van de onderdelen zijn sporen van bladgoud en verf gevonden.
De poortomlijsting aan de stadzijde werd in 1670 aangebracht. Deze omlijsting was ook in een geheel andere stijl dan de toren en dan de poortomlijsting aan de andere kant.

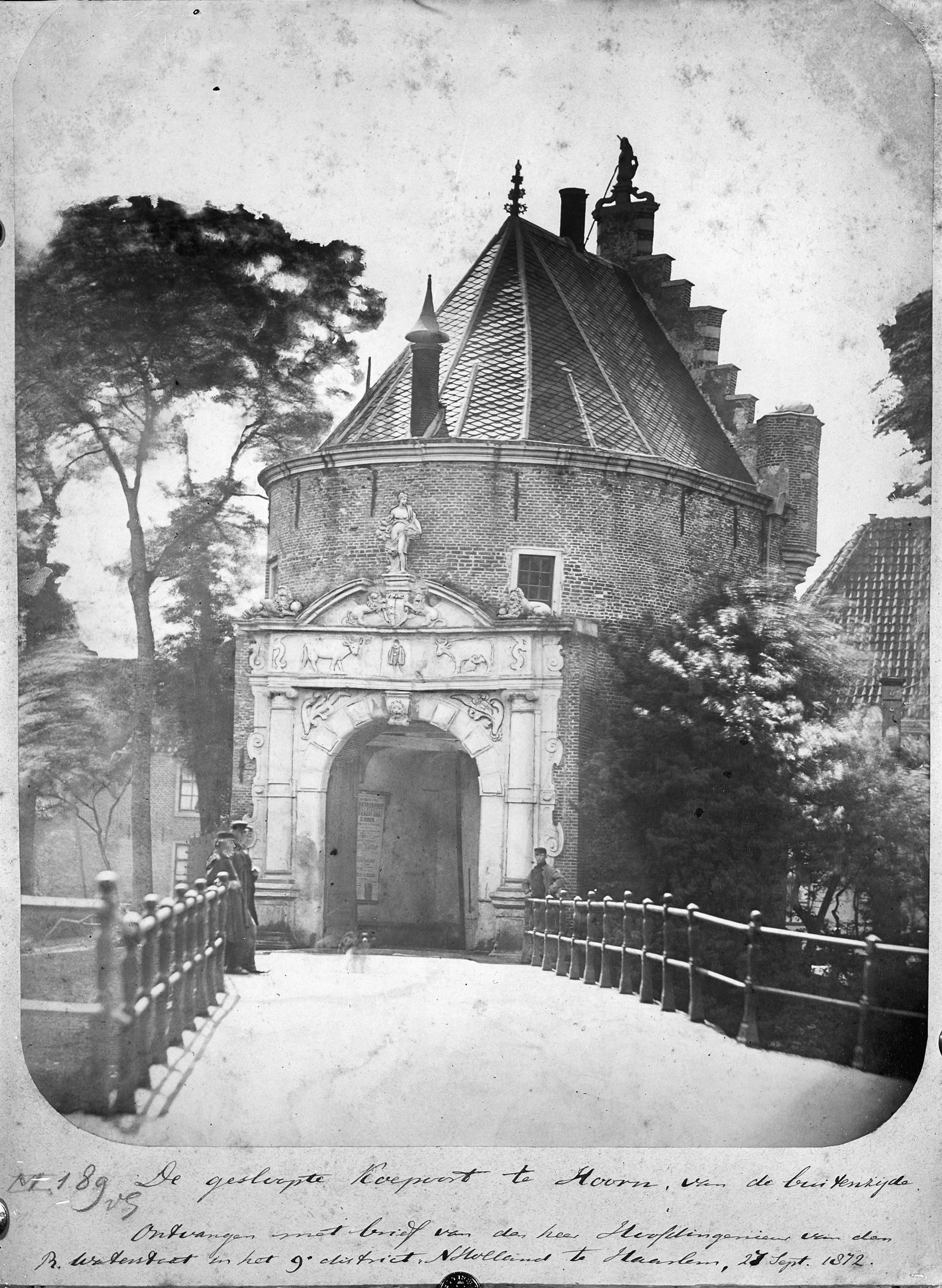
De buitenzijde, buiten de stad, van de poort. Op de voorgrond de oude Koepoortbrug. Foto 27 september 1872.

In 1848 werd de nieuwe grondwet van kracht, hieruit vloeiden een aantal wetten, waaronder de Gemeentewet. In deze gemeentewet stond onder andere dat gemeenten geen poortgeld meer mochten heffen. In 1850 werd de Noorderpoort reeds gesloopt, zogezegd omdat het fraaier en gemakkelijker was om de stad te betreden. In eerste instantie werd de stadspoort nog wel vervangen door twee wachthuizen. Bij de sloop van de Koepoort was dit niet meer nodig, omdat toen poortgeld in het geheel niet meer geheven mocht worden en de bewaking van de stad minder urgent was.
Op 27 juni 1871 besloot de gemeenteraad om de Koepoort te slopen, ook de houten brug werd gesloopt en vervangen door de huidige gemetselde brug. Bij stemming bleken tien leden van de gemeenteraad voor sloop en een lid bleek tegen. De poort werd voor ƒ 1000.- verkocht aan M. Reens, antiekhandelaar.

## Exterieur
De poort had aan de zijde van de Koepoortsbrug een zandstenen omlijsting. Boven op de omlijsting stond in een gebroken fronton een stedenmaagd. Onder de maagd stonden twee leeuwen die een schild vasthielden. Op het fronton lagen twee leeuwen. Onder het fronton, in het fries stonden twee koeien met tussen hen in een handelaar. De gevel was aan deze zijde bol, net als de achterkant van de Mariatoren.
Aan de stadszijde was de gevel plat, de gevel was vorm gegeven als een trapgevel met op de bovenste tree het de eenhoorn die het wapen van Hoorn vasthoudt, de eenhoorn wees naar het centrum van de stad. Deze gevel bevatte gotische stijlelementen en was opgedeeld in nissen. Aan de zijkanten bevonden zich torentjes met daarop liggende koeien. De poortomlijsting bestond uit een gebroken fronton met daarin een zittende eenhoorn die het wapen van Hoorn vasthield, deze eenhoorn wees recht naar voren. Onder de eenhoorn stond in het fries een koe. Aan de buitenzijdes van het fries stond de tekst Anno 1560.

## Koepoortsbrug

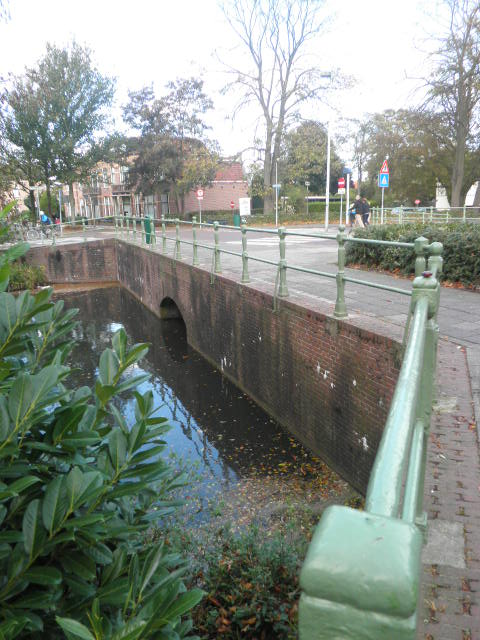
De Koepoortsbrug

Rond de tijd van de sloop van de poort werd ook de oude brug gesloopt en vervangen door de huidige bakstenen boogbrug. In de jaren 30 van de twintigste eeuw werd de brug verbreed, zodat er meer verkeer over kon rijden. De brugleuningen zijn groen geverfd.
Tijdens onderzoek om herstelwerkzaamheden aan de brug uit te kunnen voeren is in 1993 ontdekt dat er zich gewelven onder de bruggehoofden bevinden. De functie van deze kelders is onbekend.
De brug verbindt het Koepoortsplein met de Koepoortsweg, Draafsingel en de Spoorsingel.